# László Felkai
László Felkai (né le 1er mars 1941 et mort le 10 avril 2014) est un joueur de water-polo hongrois. Il participe à trois reprises aux Jeux olympiques avec l'équipe de Hongrie (1960, 1964 et 1968). Lors des Jeux olympiques d'été de 1964, il remporte la médaille d'or. Lors des Jeux olympiques d'été de 1960 et des Jeux olympiques d'été de 1968, il remporte la médaille de bronze.

## Palmarès

### Jeux olympiques
- Jeux olympiques de 1960 à Rome,  Italie
  -  Médaille de bronze.
- Jeux olympiques de 1964 à Tokyo,  Japon
  -  Médaille d'or.
- Jeux olympiques de 1968 à Mexico,  Mexique
  -  Médaille de bronze.